# Hugh Mitchell
Pour les articles homonymes, voir Mitchell.
Hugh Mitchell, né le 7 septembre 1989 à Winchester, est un acteur britannique. 
Il est surtout connu pour avoir interprété Colin Crivey dans le film Harry Potter et la Chambre des Secrets et le jeune Silas dans le film Da Vinci Code.

## Biographie
Il naît à Winchester au Royaume-Uni. Il a deux sœurs, qui se prénomment Joanna et Catherine.
Il a été à la The Pilgrims' School (en) de 1999 à 2003. Ensuite, il a étudié de 2003 à 2006, à la King Edward VI School, Southampton (en) puis à Peter Symonds College (en).

## Filmographie

### Cinéma

#### Longs métrages
- 2002 : Nicholas Nickleby de Douglas McGrath : Nicholas Nickleby jeune
- 2002 : Harry Potter et la Chambre des Secrets (Harry Potter and the Chamber of Secrets) de Chris Columbus : Colin Crivey
- 2003 : Wondrous Oblivion (en) de Paul Morrison : Hargreaves
- 2006 : Da Vinci Code (The Da Vinci Code) de Ron Howard : Silas jeune
- 2009 : Tormented de Jon Wright : Tim

Prochainement
- NC : The Thunderers de Michael Capozzoli : Pete

### Télévision

#### Séries télévisées
- 2006 : Judge John Deed : Macdonald Brock (épisode 3, saison 5)
- 2007 : Meurtres en sommeil (Walking the Dead) : Mark Lennon (épisodes 9 et 10, saison 6)
- 2010 : Une vie pas si tranquille (Life of Riley) : Ben (épisode 6, saison 2)
- 2012 : The Last Weekend (TV series) (en) (mini-série) : Archie (2 épisodes)
- 2012 : Parade's End (mini-série) : le second lieutenant Bennett (1 épisode)
- 2013 : The White Queen : Richard Welles (épisodes 2 et 3, saison 1)
- 2013 : Whitechapel : William Tierney Clark (épisode 4, saison 4)
- 2015 : Holby City : Teddy Framton (1 épisode)
- 2016 : Les Enquêtes de l'inspecteur Wallander (Wallander) : Pontus Ericsson (épisode 2, saison 4)

#### Téléfilms
- 2003 : State of Mind de Christopher Menaul : Adam Watson
- 2003 : Henry VIII (TV serial) (en) de Pete Travis : Prince Edward
- 2005 : Tom Brown’s Schooldays (en) de David Moore : Green
- 2005 : Beneath the Skin de Sarah Harding : Josh Hintlesham

### Doublage
- 2007 : Harry Potter et l'Ordre du Phénix (Jeu-vidéo) : Colin Crivey (voix anglaise)